# ロマン・アムマ
ロマン・アムマ（Romain Hamouma、1987年3月29日 - ）はフランスの元サッカー選手。現役時代のポジションはMF。

## 経歴
2012年からASサンテティエンヌに在籍している。2017年1月13日のリーグ・アン・リール戦で先制点を決めるも、ニコラ・ドゥ・プレヴィユに終盤に同点弾を決められた。
2022年6月20日、ACアジャクシオと1年契約を結んだ。

## 私生活
祖父がアルジェリアの出身であり、アルジェリア代表としてプレーする資格を持っていたが、「自分のことをアルジェリア人よりもフランス人だと思っている」と発言し、同国代表でプレーしないことを明言した。